# Рилпивирин
Рилпивирин (международная транскрипция RPV) — синтетический противовирусный препарат из группы ненуклеозидных ингибиторов обратной транскриптазы (ННИОТ) для лечения ВИЧ/СПИДа
. Принимается внутрь. Рилпивирин разработан компанией «Tibotec», которая впервые начала его выпуск под торговыми марками «Edurant» и «Rekambys».
Обладает более высокой эффективностью, более длительным периодом полувыведения и уменьшенным профилем побочных эффектов по сравнению с более старыми ННИОТ, такими как эфавиренз.

## Медицинское использование
В США препарат одобрен для не лечившихся пациентов с вирусной нагрузкой 100 000 копий / мл или меньше в начале терапии. Его следует сочетать с другими препаратами против ВИЧ.
В Европейском союзе рилпивирин одобрен в сочетании с каботегравиром  для поддерживающего лечения взрослых с неопределяемым уровнем ВИЧ в крови (вирусная нагрузка менее 50 копий / мл) при их текущем антиретровирусном лечении, и когда вирус не развил резистентность к определенному классу лекарств против ВИЧ, называемых ненуклеозидными ингибиторами обратной транскриптазы (ННИОТ) и ингибиторами переноса цепи интегразы (INI).

## Фармакологические свойства
Рилпивирин — синтетический противовирусный препарат из группы ненуклеозидных ингибиторов обратной транскриптазы. Механизм действия препарата заключается в неконкурентном угнетении фермента вируса ВИЧ-1 — обратной транскриптазы. Рилпивирин не ингибирует α-, β - и γ-ДНК-полимеразы. Рилпивирин активен исключительно к вирусу иммунодефицита человека I типа. Во время клинических исследований рилпивирина установлена меньшая частота побочных эффектов и одинаковая эффективность против вируса ВИЧ-1 в сравнении с другим ненуклеозидним ингибитором обратной транскриптазы — эфавирензом.

### Фармакокинетика
Рилпивирин при приёме внутрь относительно медленно всасывается, максимальная концентрация в крови достигается на протяжении 4—5 часов, после приёма жирной пищи всасывание препарата улучшается. Биодоступность рилпивирина не исследована. Рилпивирин хорошо связывается с белками плазмы крови. Неизвестно, как препарат проникает через гемато-энцефалический барьер. Нет данных как рилпивирин проникает через плацентарный барьер и выделяется в грудное молоко. Препарат метаболизируется в печени, выводится из организма преимущественно почками в виде неактивных метаболитов, выводится из организма частично с калом. Период полувыведения рилпивирина составляет в среднем 45 часов, нет данных об изменении этого времени при печёночной и почечной недостаточности.

## Показания к применению
Рилпивирин применяется для лечения инфекции, вызванной вирусом ВИЧ-1 исключительно в составе комбинированной терапии у взрослых. Монотерапия препаратом не применяется в связи с быстрым развитием резистентности вируса ВИЧ к препарату.

## Побочное действие
При применении рилпивирина нечасто (преимущественно с частотой 1—2 %) возможны следующие побочные эффекты: высыпания на коже, тошнота, рвота, снижение аппетита, боль в животе, головная боль, нарушение сна, сонливость, необычные сновидения, головокружение, снижение настроения, липодистрофия; чаще могут наблюдаться изменения лабораторных показателей — до 6 % повышение уровня активности аминотрансфераз и ГГТП в крови, гиперхолестеринемия; реже (1—2 %) повышение уровня липазы в крови, гипергликемия, анемия, лейкопения, тромбоцитопения, гипертриглицеридемия. При приёме высоких доз препарата возможно удлинение интервала QT на ЭКГ.
Во время проведения комбинированной антиретровирусной терапии у больных возрастает вероятность лактатацидоза и гепатонекроза. При проведении АРВТ у больных возрастает вероятность развития сердечно-сосудистых осложнений, гипергликемии и гиперлактемии. Во время проведения АРВТ возрастает вероятность синдрома восстановления иммунной системы с обострением латентных инфекций.

## Противопоказания
Рилпивирин противопоказан при повышенной чувствительности к препарату, при непереносимости лактозы или глюкозно-галактозной мальабсорбции, при тяжёлой печеночной недостаточности. Препарат не применяется лицам в возрасте до 18 лет. Рилг не применяется при беременности и кормлении грудью. Препарат не применяется совместно с рифампицином, рифабутином, рифапентином, противосудорожными препаратами, глюкокортикоидными гормонами системного действия, ингибиторами протонного насоса, препаратами зверобоя. С осторожностью применяется с препаратами, удлиняющими интервал QT на ЭКГ (астемизолом, цизапридом, терфенадином).

## Формы выпуска
Рилпивирин выпускается в виде таблеток по 0,025 г.